# 26795 Basilashvili
26795 Basilashvili este un asteroid din centura principală de asteroizi.

## Descriere
26795 Basilashvili este un asteroid din centura principală de asteroizi. A fost descoperit pe 26 septembrie 1978 la Observatorul de Astrofizică din Crimeea de Liudmila Juravliova. Asteroidul prezintă o orbită caracterizată de o semiaxă mare de 2,21 ua, o excentricitate de 0,21 și o înclinație de 4,2° în raport cu ecliptica.